# Дасін'аньлін
52°30′ пн. ш. 123°54′ сх. д. / 52.5° пн. ш. 123.9° сх. д.
О́бласть Дасін'аньлін (кит. спр. 大兴安岭地区, піньїнь: Dàxīng'ānlĭng Dìqū; також префекту́ра Дасін'аньлін або Да-Хінга́н-Лін, букв. пасмо Великого Хінгану) — адміністративна одиниця другого рівня у складі провінції Хейлунцзян, КНР. Центр префектури — район Джагдачи.
Префектура межує з РФ (Забайкальський край на північному заході та Амурська область на півночі та сході відповідно).

## Адміністративний поділ
Префектура поділяється на 4 райони, 1 місто та 2 повіти:
| Карта                                              | Карта    | Карта      | Карта            |
| -------------------------------------------------- | -------- | ---------- | ---------------- |
| Мохе Тахе Хума Хучжун Сіньлінь Сунлін ① ① Джагдачи |          |            |                  |
| Статус                                             | Назва    | Оригінал   | Населення (2020) |
| Район                                              | Джагдачи | 加格达奇区 | 137 105          |
| Район                                              | Сіньлінь | 新林区     | 20 362           |
| Район                                              | Сунлін   | 松岭区     | 15 996           |
| Район                                              | Хучжун   | 呼中区     | 16 359           |
| Місто                                              | Мохе     | 漠河市     | 54 036           |
| Повіт                                              | Тахе     | 塔河县     | 51 056           |
| Повіт                                              | Хума     | 呼玛县     | 36 362           |